# Juan Pablo Ballester

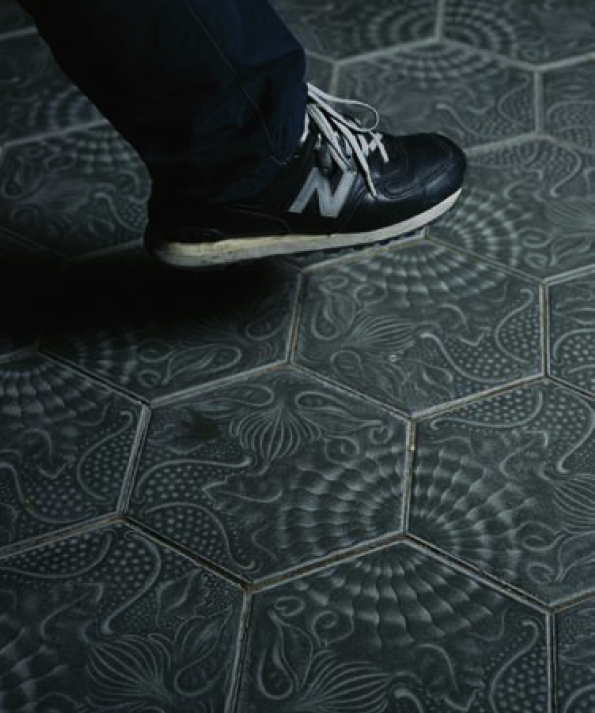
"En ningún lugar" (2002) de Juan Pablo Ballester.

Juan Pablo Ballester Carmenates (Camagüey, 16 de septiembre de 1966) es un artista cubano que vive en Barcelona desde 1992. Además de su trabajo dedicado a la pintura, fotografía e instalación, también ha desarrollado una serie de actividades como comisario y programador. Desde 1981 estudió en la Escuela Elemental de Arte de Camagüey de Cuba y entró en la Escuela Nacional de Arte de La Habana en 1986. En 1991 siguió sus estudios en el Instituto Superior de Arte (ISA), La Habana. Fue miembro  del Grupo ABTV (1988-1992).

## Biografía
Las primeras obras suyas que llegaron a España procedían del proyecto Valen todos. En la primera, bajo el lema de Cuba... más de lo que esperas, aprecía un grupo de mujeres y el artista con la falda corta entallada y blusa sin mangas, componiendo el conjunto, letra a letra, el nombre de Fidel. En la segunda, bajo el mismo epígrafe Cuba... más de lo que esperas, representaba un grupo musical con guitarra, maracas y unas tumbadoras, apareciendo el propio artista en la percusión. Manuel García en el libro comenta sus obras:¨Juan Pablo Ballester es un autor que trabaja sobre su propio cuerpo como referente de cuestiones sociales, históricas y políticas relacionadas con la realidad cubana. Por eso, en esta ocasión, ha optado por el diario íntimo, el álbum de fotos, la memoria colectiva, esa especie de caja de pandora que se conserva en la casa de los padres. Juan Pablo Ballester, con mano experta, entra a saco en el álbum de los recuerdos para sacar a la luz la vieja foto del miliciano, el pasaprte, la tarjeta caribeña, etc.¨
En los años siguientes, Juan Pablo Ballester comienza a hacer una seria reflexión sobre los brutales cambios culturales, sociales y políticos realizados en Cuba. Aborda dos temas de auténtica actualidad política en su país: la figura del comandante en jefe, evocada a través de su nombre desde la óptica desenfadada de unas mujeres y el símil de unos balseros improvisados en la antigua playa de la Barceloneta, como reconstrucción de una historia de un dramatismo digno de la más seria reflexión.
Su primera exposición individual la realiza el año 1986, Pinturas abstractas en la  Galería de la Escuela Nacional de Arte, La Habana, Cuba. En 1991 presentó Juntos y Adelante. Arte, Política y Voluntad de Representación en paralelo a la IV Bienal de La Habana, en la Casa del Joven Creador de La Habana. Presenta regularmente su obra en exposiciones individuales: Galería Marta Cevera, Madrid (1997); Centro Andaluz de Arte Contemporáneo (CAAC), Sevilla (2002); Galería Tomás March, Valencia (2004); Museo Pablo Serrano, Zaragoza (2005).
Ha participado en proyectos curatoriales como Transgenéric@s. Representaciones y experiencias sobre los géneros, la sociedad y la sexualidad en el arte español contemporáneo, Koldo Mitxelena, San Sebastián (1998); Inter/zona, Palau de La Virreina, Barcelona (2001); Ofelias y Ulises, 4 Bienal Internacional de Venecia (2001); Héroes Caídos. Masculinidad y representación, Espai d'Art Contemporani de Castelló (EACC), (2002); Nueva tecnología, nueva iconografía, nueva fotografía. Fotografía de los años 80 y 90 en la colección del Museo Nacional Centro de Arte Reina Sofía, Palma de Mallorca, Cuenca (2004).).